# Der undurchschaubare Marritza
Der undurchschaubare Marritza (Originaltitel: Duet) ist die 19. Folge der ersten Staffel der US-amerikanischen Science-Fiction-Fernsehserie Star Trek: Deep Space Nine. Sie wurde in den Vereinigten Staaten über Syndication vermarktet und erstmals am 13. Juni 1993 auf verschiedenen Fernsehsendern ausgestrahlt. In Deutschland war sie zum ersten Mal am 22. Mai 1994 in einer synchronisierten Fassung auf Sat.1 zu sehen.

## Handlung
Im Jahr 2369 legt ein kobheerianischer Frachter an der Raumstation Deep Space Nine an. An Bord befindet sich ein Passagier, der medizinische Hilfe benötigt. Nach Aussage des Captains leidet er am Kalla-Nohra-Syndrom. Das lässt Major Kira Nerys, die bajoranische Verbindungsoffizierin der Station, aufhorchen, denn es handelt sich um eine äußerst seltene Krankheit. Sämtliche bekannten Fälle traten während der cardassianischen Besatzung Bajors bei einem Unfall im Arbeitslager Gallitep auf. Kira hatte vor zwölf Jahren bei der Befreiung des Lagers mitgewirkt und dabei schreckliche Dinge gesehen: Überall lagen Leichen, gestorben durch Hunger und Misshandlung; Frauen waren vor den Augen ihrer Kinder vergewaltigt worden und Alte waren von den Cardassianern lebendig begraben worden, wenn sie nicht mehr arbeiten konnten. Kira zeigt daher ein besonderes Interesse an dem Fall.
Als sich herausstellt, dass der Patient nicht wie erwartet ein bajoranischer Überlebender des Lagers, sondern ein Cardassianer ist, lässt Kira den Mann sofort festnehmen. Sicherheitschef Odo identifiziert ihn als Aamin Marritza. Da er auf Bajor aber nicht als Kriegsverbrecher gesucht wird, gibt es keinen Grund, ihn weiter festzuhalten. Als Kira ihm sehr eindringlich die grauenvollen Zustände beschreibt, die sie in Gallitep vorfand, beschließt Commander Sisko, Marritza noch einige Fragen zu stellen, bevor er ihn leichtfertig gehen lässt. Marritza behauptet, er habe in Wirklichkeit das Pottrik-Syndrom, das dem Kalla-Nohra-Syndrom sehr ähnlich ist. Er sei lediglich in der Datenverarbeitung tätig und in Gallitep sei er nie gewesen. Eine Untersuchung von Stationsarzt Bashir ergibt, dass er nicht die Wahrheit sagt und tatsächlich das Kalla-Nohra-Syndrom hat. Kira unterrichtet währenddessen die bajoranische Regierung und Minister Kaval verlangt daraufhin von Sisko, Marritza weiterhin festzuhalten, während geprüft wird, ob er in Gallitep stationiert war oder nicht. Kira wird mit der Leitung der Ermittlung beauftragt.
Ein Bajoraner, der in Marritzas Nachbarzelle einsaß, wird von Odo freigelassen. Im Hinausgehen äußert er die Hoffnung, dass der Cardassianer gehängt wird. Kira betritt den Zellentrakt und konfrontiert Marritza mit Bashirs Untersuchung. Er gibt schließlich zu, dass er in Gallitep war, allerdings nur als einfacher Beamter in der Verwaltung. Für die Verbrechen an den Gefangenen war hingegen der Lagerkommandant Gul Darhe’el verantwortlich. Marritza versucht außerdem, die Verbrechen kleinzureden und die Todesfälle als Unfälle und interne Kämpfe der Gefangenen darzustellen. Schließlich behauptet er, Darhe’el habe bewusst falsche Gerüchte über Massaker in Umlauf gebracht, um die bajoranische Bevölkerung einzuschüchtern.
Auch die cardassianischen Behörden haben inzwischen Kenntnis von Marritzas Gefangennahme erhalten. Gul Dukat verlangt von Sisko die umgehende Freilassung dieses „unbescholtenen Bürgers“. Kira ringt derweil mit ihren Gefühlen. Für sie ist Marritza bereits durch seine bloße Anwesenheit in Gallitep schuldig, auch wenn er nur ein kleiner Verwaltungsbeamter war. Ein solches Denken dient aber nur der Befriedigung ihres Rachebedürfnisses und sie weiß, dass bloße Rache nicht genug ist. Sie wird auf die Ops gerufen, denn es sind Daten aus dem bajoranischen Zentralarchiv eingetroffen. Diese bestätigen, dass Marritza in Gallitep stationiert war. Die Daten beinhalten auch ein Foto, doch der Mann, der dort als Marritza gekennzeichnet ist, hat keinerlei Ähnlichkeit mit dem Mann in der Zelle. Ein anderer Mann auf dem Foto gleicht ihm jedoch perfekt: Laut Beschriftung ist es Gul Darhe’el!
Als Kira dem Gefangenen die neuen Fakten vorlegt, gibt dieser unumwunden zu, Darhe’el zu sein, obwohl er weiß, dass ihm nun die Hinrichtung droht. Er spricht jetzt voller Stolz von seinen Taten und verspottet den bajoranischen Widerstand, insbesondere Kira und die Shakaar-Widerstandszelle, der sie angehört hatte. Diese Bemerkung macht Odo stutzig, denn Kira hatte dem Gefangenen nie gesagt, dass sie in der Shakaar-Zelle war, und Odo fragt sich, woher er diese Information hat. Darauf angesprochen behauptet der Gefangene, er habe Kiras Namen einst in einem Bericht gelesen und sich jetzt wieder daran erinnert. Odo fallen weitere Merkwürdigkeiten auf: Vor drei Monaten wurde an den Stationscomputer eine Anfrage bezüglich Kira gestellt und zwar von Aamin Marritza. Odo bittet Dr. Bashir, Marritzas Krankenakte anzufordern. Anschließend nimmt er Kontakt zu Gul Dukat auf. Von ihm erfährt er, dass Darhe’el bereits verstorben ist. Er hat auf Cardassia ein Staatsbegräbnis bekommen und ein Monument wurde ihm zu Ehren errichtet. Dukat ist völlig überrascht, als er erfährt, dass der Gefangene exakt wie Darhe’el aussieht und zugegeben hat, dieser zu sein. Er gewährt Odo daher begrenzten Zugriff auf die cardassianischen Aufzeichnungen.
Kira führt ihre Unterredung mit dem Gefangenen fort. Er fragt sie, wie viele Cardassianer sie getötet hat, als sie im Widerstand war, und wirft ihr vor, dass sich darunter sicherlich auch Zivilisten befanden. Kira gibt zu, dass sie nicht auf alle ihre Taten stolz ist, aber letztlich keine Wahl hatte, denn es ging um das Überleben ihres Volks. Der Gefangene erwidert, dass es auch ihm nur ums Überleben des Cardassianischen Reichs ging, denn dieses war dringend auf die Rohstoffe von Bajor angewiesen. Dass die Bajoraner seine Taten als Genozid betrachten, kümmere ihn daher nicht. Die Unterhaltung wird unterbrochen, als Kira zu einer Besprechung in Siskos Büro gerufen wird. Ihr wird eine Sterbeurkunde vorgelegt, aus der hervorgeht, dass Darhe’el bereits seit sechs Jahren tot ist. Odo hat aber noch mehr herausgefunden: Zu der Zeit, als in Gallitep das Kalla-Nohra-Syndrom ausbrach, war Darhe’el gar nicht anwesend, sondern auf Cardassia, wo ihm eine Auszeichnung verliehen wurde. Er konnte sich also gar nicht infiziert haben. Auch über Marritza hat Odo einiges zu berichten: Er hat vor seiner Abreise noch all seine Angelegenheiten geregelt und dann ein Raumschiff gebucht, das ausdrücklich Deep Space Nine anfliegt. Es scheint ganz so, als habe er sich absichtlich gefangen nehmen lassen. Bashir präsentiert schließlich noch die Erkenntnisse aus Marritzas Krankenakte: Er nimmt große Mengen eines Hautpflegemittels, das üblicherweise nach kosmetischen Operationen verwendet wird. Nun ist klar, dass der Gefangene tatsächlich Marritza ist, der das Aussehen von Darhe’el angenommen hat.
Kira will den Grund dafür erfahren, doch der Gefangene bezeichnet die Unterlagen als Fälschungen. Er behauptet weiterhin, Darhe’el zu sein, und beschreibt akribisch seine Taten. Er streitet ab, Marritza zu sein. Er bezeichnet ihn als einen unnützen Feigling, der sich jede Nacht wimmernd in seinem Bett verkroch, weil er die Schreie der Bajoraner nicht mehr ertragen konnte. Schließlich bricht er weinend zusammen. Er bittet Kira, den bajoranischen Behörden nicht seine wahre Identität mitzuteilen, denn er möchte weiter als Darhe’el gelten und an dessen Stelle bestraft werden. Er will dies für Cardassia tun, denn er ist überzeugt, dass sein Volk nur überleben kann, wenn es seine Schuld gegenüber Bajor eingesteht. Kira verweigert ihm diese Bitte, denn sie findet, dass es bereits genug Tote gab, und sie möchte nicht noch jemanden umbringen.
Schließlich wird Marritza freigelassen. Als Kira und Odo mit ihm über das Promenadendeck laufen, bemerkt ihn sein kurzzeitiger bajoranischer Zellengenosse. Er geht auf ihn zu und rammt ihm ein Messer in den Rücken. Marritza stirbt noch an Ort und Stelle. Die fassungslose Kira will wissen, warum der Bajoraner das getan hat, obwohl sich doch herausgestellt hat, dass es sich gar nicht um Darhe’el handelt. Der Bajoraner antwortet, er sei Cardassianer und das sei Grund genug, doch für Kira ist das inzwischen kein ausreichender Grund mehr.

## Verbindungen zu anderen Star-Trek-Produktionen
Kiras Vergangenheit im bajoranischen Widerstand wird hier näher beleuchtet. Erstmals wird erwähnt, dass sie der Shakaar-Widerstandszelle angehörte. Deren Anführer Shakaar Edon und weitere ehemalige Mitglieder treten später in mehreren Folgen von Star Trek: Deep Space Nine auf.
Die Kobheerianer, die in dieser Folge ihren zweiten Auftritt haben, werden hier erstmals namentlich genannt. Ebenso wird etabliert, dass dieses Volk Mitglied der Föderation ist.
Der undurchschaubare Marritza diente als Vorbild für Folge 1.15 (Dr. Jetrels Experiment) von Star Trek: Raumschiff Voyager aus dem Jahr 1995, in der ebenfalls eine schwere historische Schuld thematisiert wird. Während Der undurchschaubare Marritza eine Anspielung auf den Holocaust ist, ist Dr. Jetrels Experiment eine auf die Atombombenabwürfe auf Hiroshima und Nagasaki.

## Produktion

### Drehbuch
Der Arbeitstitel der Folge lautete The Higher Law.
Der Ausgangspunkt für den ursprünglichen Entwurf von Lisa Rich und Jeanne Carrigan-Fauci war die Idee, dass jemand seinen schlimmsten Feind verteidigen muss. Es lag nahe, daraus eine Geschichte um Kira zu machen, die einen Cardassianer und mutmaßlichen Kriegsverbrecher verteidigen muss. Dieser ursprüngliche Entwurf war eher als klassisches Gerichtsdrama im Stil von Urteil von Nürnberg konzipiert und wurde noch stark umgeschrieben, da es bereits in Folge 1.08 (Der Fall “Dax”) eine Gerichtsverhandlung gegeben hatte.
Die Folge ist von Robert Shaws Theaterstück The Man in the Glass Booth von 1967 inspiriert, in dem der Jude Arthur Goldman beschuldigt wird, ein Nazi-Kriegsverbrecher zu sein. Das Theaterstück ist seinerseits von realen Ereignissen wie den Nürnberger Prozessen und der Jagd nach untergetauchten Nazi-Kriegsverbrechern, insbesondere Adolf Eichmann, beeinflusst.
Der undurchschaubare Marritza ist eine von nur ganz wenigen Folgen der Serie Star Trek: Deep Space Nine, die nur aus einem Handlungsstrang bestehen.

### Darsteller
Die Hauptfigur Jake Sisko (Cirroc Lofton) hat in dieser Folge keinen Auftritt.
Robin Christopher spielte Neela noch einmal in Folge 1.20 (Blasphemie) von Star Trek: Deep Space Nine.
Norman Large, Darsteller von Viterian, hatte zuvor bereits Prokonsul Neral in der Doppelfolge 5.07/08 (Wiedervereinigung?) von Raumschiff Enterprise – Das nächste Jahrhundert gespielt. Er spielte später noch Maques in Folge 7.07 (Ort der Finsternis) von Raumschiff Enterprise – Das nächste Jahrhundert sowie einen Kazon und einen Ocampa in je einer Folge von Star Trek: Raumschiff Voyager. Seine Szenen als Viterian wurden in Folge 3.05 (Die zweite Haut) von Star Trek: Deep Space Nine wiederverwendet.

## Analyse
Victor Grech arbeitete 2020 zahlreiche Parallelen heraus, mit denen die Folge auf reale Vorbilder aus der Zeit des Nationalsozialismus verweist. So wird Gul Darhe’el beispielsweise als „Schlächter von Gallitep“ bezeichnet. Grech sah darin eine mögliche Anspielung auf Klaus Barbie, bekannt als der „Schlächter von Lyon“, oder auch auf Amon Göth, den „Schlächter von Płaszów“, der als Kommandant des KZ Plaszow tatsächlich die Macht über Leben und Tod der Häftlinge hatte und persönlich zahlreiche Menschen folterte und ermordete. Auch die Praxis der Cardassianer, die Bajoraner nicht nur zu töten, sondern vorher zu demütigen und zu foltern und hierüber gezielt Gerüchte zu verbreiten, gleicht dem Vorgehen im Nationalsozialismus. Zum einen wurde laut Grech damit erreicht, dass Außenstehende die Gräueltaten als unglaubwürdig und „bloße Propaganda“ abtaten. Zum anderen können Demütigung und Folter weitaus schlimmer als der Tod sein. Wie schon Hannah Arendt nach ihrem Studium des Eichmann-Prozesses bemerkte, wurden diese Methoden ganz bewusst angewendet, damit sich die jüdischen Häftlinge am Ende widerstandslos ihrem Schicksal ergaben. In Marritzas Stellung als Verwaltungsbeamter sah Grech weiterhin eine klare Parallele zu Adolf Eichmann. Ebenso wie Eichmann ist Marritza sehr stolz auf die angebliche Effizienz seiner Arbeit. In dem von Marritza entwickelten Dateisystem sah Grech eine Parallele zu den Methoden der Nazis, die in den 1930er Jahren mit damals modernsten Rechenmethoden Juden registrierten, um sie später der Deportation, Zwangsarbeit und Vernichtung zuzuführen. In Marritzas Äußerung, die Besatzung Bajors habe dem Wohl von Cardassia gedient, sah Grech einen Verweis auf das Konzept des „Lebensraums im Osten“. Als Marritza sich als Darhe’el ausgibt, behauptet er, sein Ziel wäre es gewesen, jeden einzelnen Bajoraner in Gallitep zu töten, und dass ihm dies nicht gelungen sei, wäre das einzige, was er in seinem Leben bedaure. Dies erinnerte Grech an die SS-Einsatzgruppen, die in der Endphase des Zweiten Weltkriegs bis zuletzt an der Deportation und Ermordung von KZ-Insassen festhielten.

## Rezeption
Mit 9,1 von 10 möglichen Punkten (Stand 2022) ist Der undurchschaubare Marritza die in der Internet Movie Database am viertbesten bewertete Folge von Star Trek: Deep Space Nine.
Die Zeitschrift Cinefantastique führte Der undurchschaubare Marritza im Jahr 2000 als die beste Folge von Star Trek: Deep Space Nine.
Terry J. Erdmann und Paula M. Block listen Der undurchschaubare Marritza in ihrem 2008 erschienenen Referenzwerk Star Trek 101 als eine der zehn wichtigsten Folgen der Serie Star Trek: Deep Space Nine auf.
Keith DeCandido bewertete Der undurchschaubare Marritza 2013 auf tor.com als eine der besten Folgen von Star Trek: Deep Space Nine. Ihm gefiel, dass die Cardassianer, die in früheren Auftritten durchgängig als böse dargestellt wurden, hier erstmals eine stärkere Differenzierung erhalten. Mit Marritza wird erstmals ein Cardassianer gezeigt, der die Besatzung Bajors tatsächlich als Verbrechen sieht und auf seine Art ein Zeichen dagegen setzen möchte. DeCandido fand es gut inszeniert, dass sich erst allmählich herausstellt, dass Kira und Marritza das gleiche Ziel verfolgen, nämlich den Toten von Gallitep Gerechtigkeit widerfahren zu lassen. Die Schauspielleistung von Harris Yulin empfand DeCandido als herausragend, auch das Schauspiel von Nana Visitor sowie von Avery Brooks und René Auberjonois hob er lobend hervor.
Scott Collura und Jesse Schedeen führten Der undurchschaubare Marritza 2013 auf ign.com in einer Liste der 25 besten bis dahin ausgestrahlten Star-Trek-Folgen auf Platz 10.
Charlie Jane Anders führte Der undurchschaubare Marritza 2014 auf gizmodo.com in einer Liste der 100 besten bis dahin ausgestrahlten Star-Trek-Folgen auf Platz 24.
Ed Gross listete Der undurchschaubare Marritza 2016 auf empireonline.com in einer Aufstellung der 50 besten bis dahin ausgestrahlten Star-Trek-Folgen auf Platz 33.
Aaron Couch und Graeme McMillan erstellten 2016 anlässlich des 50-jährigen Jubiläums von Star Trek in Zusammenarbeit mit verschiedenen Beteiligten aus dem Franchise für den Hollywood Reporter eine Liste der 100 besten bis dahin ausgestrahlten Folgen. Der undurchschaubare Marritza wurde hierbei auf Platz 35 gewählt.
Caroline Siede empfahl Der undurchschaubare Marritza 2016 auf vox.com als eine von fünf Folgen von Star Trek: Deep Space Nine, die Neulingen einen guten Einstieg ins Star-Trek-Franchise ermöglichen.
Aaron Couch und Graeme McMillan erstellten 2016 für den Hollywood Reporter eine Liste der 20 besten Folgen von Star Trek: Deep Space Nine. Der undurchschaubare Marritza führten sie dabei auf Platz 7.
Edward Cambro erstellte 2017 für die Website screenrant.com eine Liste der 15 düstersten Star-Trek-Folgen und führte Der undurchschaubare Marritza darin auf Platz 1.
Angelica Jade Bastién erstellte 2018 für vulture.com eine Liste der 15 besten Folgen von Star Trek: Deep Space Nine. Der undurchschaubare Marritza führte sie dabei auf Platz 13.
Jamie Lovett führte Der undurchschaubare Marritza 2019 auf comicbook.com in einer Liste der zehn besten Folgen von Star Trek: Deep Space Nine auf Platz 4.
Sven Harvey zählte Der undurchschaubare Marritza 2020 auf der Website Den of Geek zu den 25 besten Geschichten der Serie Star Trek: Deep Space Nine.
Sean Ferrick erstellte 2020 für die Website whatculture.com eine Liste der 25 besten Star-Trek-Folgen. Der undurchschaubare Maritza führte er hier auf Platz 9.
Die Website scifinow.co.uk zählte Der undurchschaubare Marritza 2020 zu den zehn besten Folgen von Star Trek: Deep Space Nine.
Jason Jarman führte Der undurchschaubare Marritza 2023 auf cbr.com in einer Liste der zehn besten Folgen von Star Trek: Deep Space Nine auf Platz 3.
Mark Donaldson führte Der undurchschaubare Marritza 2023 auf screenrant.com in einer Liste der 20 besten Folgen von Star Trek: Deep Space Nine auf Platz 4.